# Manuel Capasso
Manuel Vicente Capasso (Buenos Aires, 19 aprile 1996) è un calciatore argentino, difensore del Vasco da Gama.

## Carriera
Cresciuto nel settore giovanile dell'Acassuso, debutta in prima squadra il 17 luglio 2015 in occasione del match di Primera B Metropolitana perso 1-0 contro il Platense; con il club di San Isidro gioca in totale quattro stagioni disputando 89 match e segnando 5 reti.
Nel 2018 viene acquistato a titolo definitivo dal Defensa y Justicia, militante in Primera División; rescinde il contratto il gennaio seguente senza essere riuscito a debuttare e si accorda poco dopo con l'Aldosivi. Rimasto inutilizzato anche in quest'ultimo club, nel 2019 viene prestato al Platense dove gioca 16 incontri da titolare in Primera B Nacional.
Il 14 ottobre 2020 si trasferisce a titolo definitivo al Newell's Old Boys ed il 28 settembre 2021 debutta in Primera División nel match perso 1-0 contro l'Huracán.

## Statistiche

### Presenze e reti nei club
Statistiche aggiornate al 16 agosto 2021.
| Stagione        | Squadra            | Campionato      | Campionato | Campionato | Coppe nazionali | Coppe nazionali | Coppe nazionali | Coppe continentali | Coppe continentali | Coppe continentali | Altre coppe | Altre coppe | Altre coppe | Totale | Totale |
| Stagione        | Squadra            | Comp            | Pres       | Reti       | Comp            | Pres            | Reti            | Comp               | Pres               | Reti               | Comp        | Pres        | Reti        | Pres   | Reti   |
| --------------- | ------------------ | --------------- | ---------- | ---------- | --------------- | --------------- | --------------- | ------------------ | ------------------ | ------------------ | ----------- | ----------- | ----------- | ------ | ------ |
| 2015            | Acassuso           | PBM             | 6          | 0          | CA              | 0               | 0               |                    | -                  | -                  |             | -           | -           | 6      | 0      |
| 2016            | Acassuso           | PBM             | 17         | 0          | CA              | 0               | 0               |                    | -                  | -                  |             | -           | -           | 17     | 0      |
| 2016-2017       | Acassuso           | PBM             | 32         | 2          | CA              | 0               | 0               |                    | -                  | -                  |             | -           | -           | 32     | 2      |
| 2017-2018       | Acassuso           | PBM             | 34         | 3          | CA              | 0               | 0               |                    | -                  | -                  |             | -           | -           | 34     | 3      |
| 2018-gen. 2019  | Defensa y Justicia | PD              | 0          | 0          | CA              | 0               | 0               |                    | -                  | -                  |             | -           | -           | 0      | 0      |
| gen.-giu. 2019  | Aldosivi           | PD              | 0          | 0          | CA              | 0               | 0               |                    | -                  | -                  |             | -           | -           | 0      | 0      |
| 2019-2020       | Platense           | PN              | 16         | 2          | CA              | 1               | 0               |                    | -                  | -                  |             | -           | -           | 17     | 2      |
| 2020            | Newell's Old Boys  |                 | -          | -          | CdL             | 0               | 0               |                    | -                  | -                  |             | -           | -           | 0      | 0      |
| 2021            | Newell's Old Boys  | PD              | 4          | 1          | CA+CdL          | 0+10            | 0               | CS                 | 1                  | 0                  |             | -           | -           | 15     | 1      |
| Totale carriera | Totale carriera    | Totale carriera | 109        | 8          |                 | 11              | 0               |                    | 1                  | 0                  |             | -           | -           | 121    | 8      |